# Jumana Ghunaimat

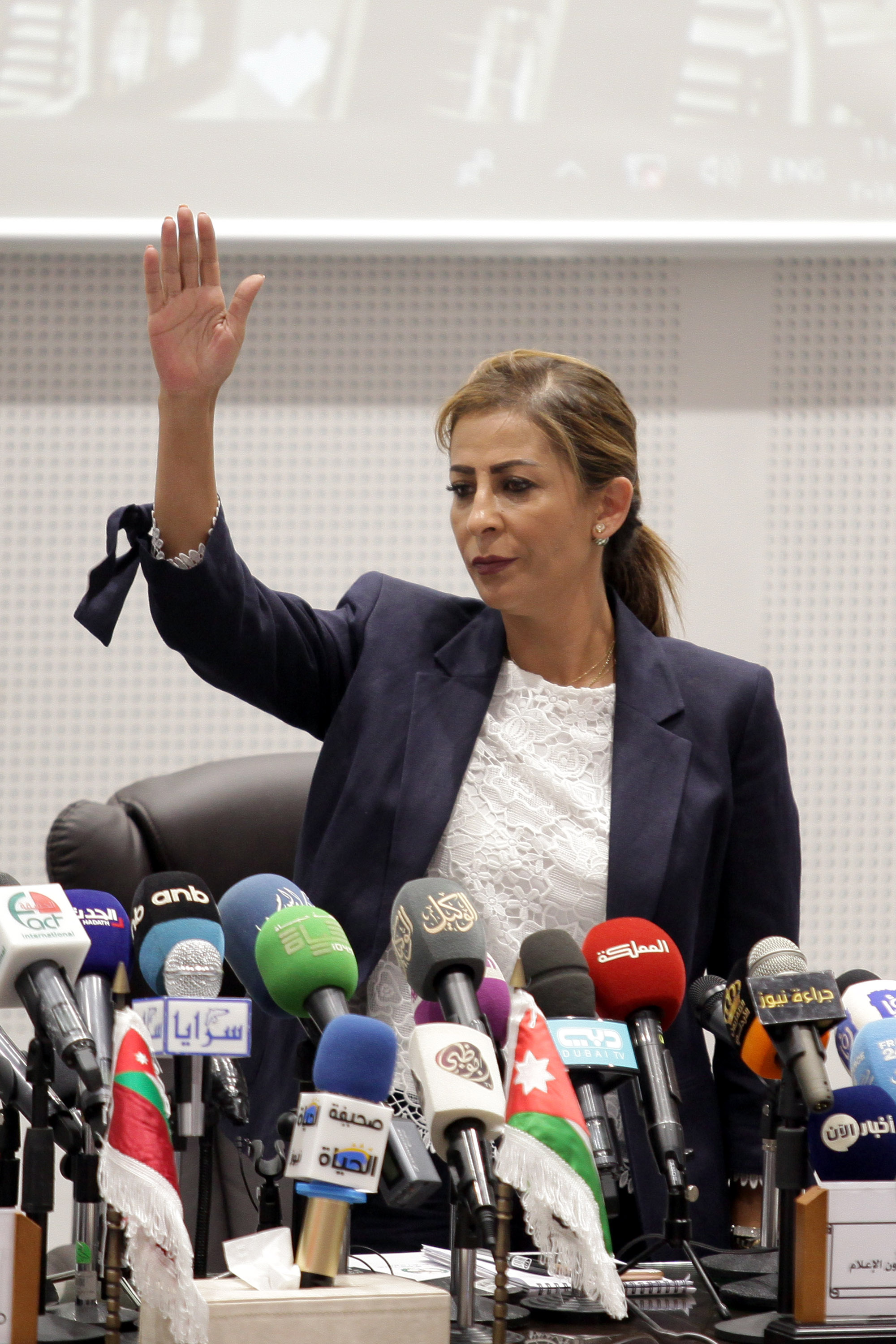
Jumana Ghunaimat (2018)

Jumana Ghunaimat (arabisch جمانة غنيمات, DMG Ǧumāna Ġunaimāt; geboren 4. Dezember 1973 in as-Salt) ist eine jordanische Journalistin und Staatsministerin für Medienangelegenheiten sowie Regierungssprecherin.

## Leben
Jumana Ghunaimat wuchs in as-Salt im Gouvernement al-Balqa auf und absolvierte ein Studium der Politikwissenschaft an der University of Jordan in Amman. Sie begann ihre berufliche Karriere 1999 als freiberufliche Autorin und Wirtschaftsreporterin. Unter anderem arbeitete sie für Al Sijill und die von der Jordan Press Foundation herausgegebene arabische Tageszeitung Al Ra'i, ehe sie zur Zeitung Al Ghad wechselte. Ghunaimat beschäftigte sich insbesondere mit den Themen Armut, Arbeitslosigkeit, Finanzen und veröffentlichte Artikel über die Wirtschaftsreform Jordaniens von 1989 bis 2004. Ihre Ernennung zur Chefredakteurin der Zeitung Al Ghad Ende 2011 machte sie zur ersten Frau im Nahen Osten, die Chefredakteurin einer arabischen Tageszeitung wurde. Sie gilt als herausragende Medienvertreterin in der Region, hat an Veranstaltungen des Weltwirtschaftsforums zum Nahen Osten und Nordafrika teilgenommen und war als externe Expertin für das Washington Institute for Near East Policy tätig.
Im Juni 2018 wurde sie in die jordanischen Regierung als Staatsministerin für Medienangelegenheiten und Regierungssprecherin berufen. Diese Ernennung galt als überraschend, da Ghunaimat zuvor als Kritikerin der Regierung und Vertreterin liberaler Rechte agiert hatte. Im Jahr 2014 war sie wegen eines kritischen Artikels über Mitglieder des Unterhauses sogar angeklagt worden, das Verfahren wurde jedoch vom Generalstaatsanwalt eingestellt.
Sie setzt sich für die Stärkung von Frauenrechten, Menschenrechten und die Demokratisierung der Gesellschaft in Jordanien und der arabischen Welt ein, vertritt Werte von Toleranz und lehnt Extremismus ab. Sie spricht sich gegen religiös begründete Kleidervorschriften in Einrichtungen des öffentlichen Lebens, der Wirtschaft und an Universitäten aus.
Sie ist Mitglied der jordanischen Sektion des Internationalen Frauenforums.

## Publikationen
- Jumana Ghunaimat: Editor-in-Chief, Al Ghad Newspaper in: Regina Wentzel Wolfe, Patricia H. Werhane: Global Women Leaders. Breaking Boundaries. Edward Elgar Publishing, 2017, ISBN 978-1-78536-871-4.